# John Henry Cornell
John Henry Cornell (* 8. Mai 1828 in New York City; † 1. März 1894 ebenda) war ein US-amerikanischer Organist, Komponist und Lehrbuchautor.

## Leben
Cornell erhielt seine Ausbildung in New York und studierte außerdem in England und Deutschland. Ab 1848 war er in seiner Heimatstadt Organist an der St. John’s Chapel, ab 1868 an der St. Paul’s Chapel und ab 1877 an der Brick Church.
Er komponierte neben Liedern kirchenmusikalische Werke: Anthems, Services und Psalmen. Daneben trat er als Herausgeber von Choralbüchern (z. B. The Lord is in his holy temple, 1881), Autor von Lehrwerken und Übersetzer von Schriften zur Musik aus dem Deutschen hervor.

## Schriften
- Primer of Modern Musical Tonality
- Practice of Sight-Singing
- Theory and Practice of Musical Form (Übersetzung der Schrift von Ludwig Bussler)
- Easy Method of Modulation
- A Manual of Roman Chant
- Congregational Tune-Book

| Personendaten    | Personendaten                                           |
| ---------------- | ------------------------------------------------------- |
| NAME             | Cornell, John Henry                                     |
| KURZBESCHREIBUNG | US-amerikanischer Komponist, Organist und Lehrbuchautor |
| GEBURTSDATUM     | 8. Mai 1828                                             |
| GEBURTSORT       | New York City                                           |
| STERBEDATUM      | 1. März 1894                                            |
| STERBEORT        | New York City                                           |